# Діахронія і синхронія
Діахронія і синхронія — два протилежні один одному аспекти історичної лінгвістики. Вперше ґрунтовно дослідив їх швейцарський мовознавець Фердинанд де Сосюр.
Діахронія (від грец. δια — через, крізь і χρονος — час) — умовно вертикальний зріз мови, при якому об'єктом лінгвістичного аналізу стає історичний розвиток мови. Це означає, що при діахронічному, або різночасовому вивченні передбачається простежити весь шлях, який пройшов певний структурний елемент мови (звук, слово, речення).
Синхронія (від грец. συν — спільно і χρονος — час) — горизонтальний зріз мови, тобто умовне виділення певного історичного етапу в її розвитку, який береться як об'єкт лінгвістичного дослідження. Синхронне вивчення передбачає аналіз мовних явищ в одному якомусь часі розвитку мови: на сучасному етапі або в певну історичну добу, наприклад, у XIV чи XVII ст., але без пояснення того, які зміни в попередні періоди розвитку мови привели до сучасного стану чи стану мови певної історичної доби.